# Hartington (Derbyshire)
Pour les articles homonymes, voir Hartington.
Hartington est un village du Derbyshire, en Angleterre, situé sur la rivière Dove qui constitue la frontière du Staffordshire. Selon le recensement de 2001, la paroisse de Hartington Town Quarter, qui comprend également Pilsbury, comptait 345 habitants, population réduite à 332 lors du recensement de 2011. Autrefois connu pour la fabrication du fromage et l'exploitation minière de la pierre de fer, du calcaire et du plomb, le village est désormais prisé des touristes.

## Architecture

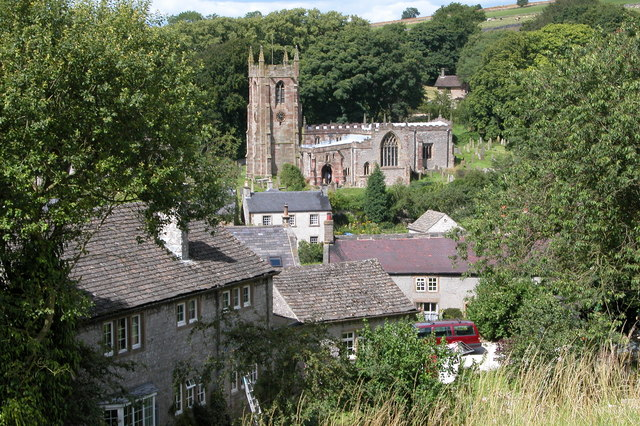
Eglise Saint Giles.

Les bâtiments remarquables du village sont la halle du marché, l'église paroissiale de Saint Giles du XIIIe siècle et le Hartington Hall du XVIIe siècle. L'important édifice bancaire au centre du village a été construite par l'ancien propriétaire du moulin du village et servait autrefois de banque du village. A 800 m au sud du village, sur la rivière Dove, se trouve la maison du célèbre pêcheur Charles Cotton. Au nord du village se trouve le château de Pilsbury, un château de type motte castrale du XIe siècle, dont il ne reste que la levée de terres.
Près de Hartington se trouve le plus beau cercle de pierres néolithiques du Peak District, Arbor Low. Il existe de nombreux tumuli et cairns anciens aux environs de Hartington, datant probablement de l'âge du bronze.
Hartington Mill, aujourd'hui maison privée, se dresse au bord de la rivière Dove. C'était le moulin à eau local pour moudre le maïs.

## Centres d'intérêt
Le village dispose d'une auberge de jeunesse à Hartington Hall, qui dessert deux itinéraires majeurs du National Cycle Network : le Tissington Trail et le High Peak Trail, qui se rejoignent à proximité de Parsley Hay. Ces sentiers passent à un peu moins d'un mile (1 500 m) à l'est du village ; ils proposent 50 km d'itinéraires pour vélos tout-terrain et de marche le long d'anciennes voies ferrées à travers le parc national de Peak District. Le poste de signalisation de Hartington, sur le site de l'ancienne gare de Hartington et à près de 3 km du village, a été rénové et transformé en centre d'accueil. Il y a également un parc de stationnement sur place.
Un peu au sud du village, surplombant la Dove, se dresse Wolfscote Hill (388 m ) qui constitue un point de vue intéressant; il est géré par le National Trust.
À 5 km au sud-ouest du village se trouve le petit village de Hulme End ; c'est le point de départ nord du Manifold Way, un itinéraire pédestre et cyclable goudronné de 13 km qui suit le tracé de l'ancien chemin de fer léger de Leek and Manifold Valley.

## Histoire
Selon l'English Place-Name Society, le nom du village vient du vieil anglais Stags hill ou hill connected with Heorta. Hartington a été mentionné dans le Domesday book comme appartenant à Henry de Ferrers et valant quarante shillings. La paroisse était à l'origine assez grande et faisait partie de la hundred de Wirksworth. Hartington avait quatre cantons, connus sous les noms de Town Quarter, Nether Quarter, Middle Quarter et Upper Quarter, qui sont maintenant tous des paroisses distinctes. Elles sont devenues des paroisses civiles distinctes à part entière en 1866.

### Chemin de fer
La gare de Hartington, sur le Cromford and High Peak Railway, a été ouverte en 1899 ; elle était située sur la partie de la ligne allant de Buxton à Ashbourne. Les services passagers réguliers ont cessé en 1954, en raison de la faible fréquentation, et la ligne passant par Hartington a été supprimée en 1964.
Une grande partie de la ligne a depuis été convertie en un chemin à usage partagé appelé Tissington Trail. La local de signalisation Hartington a été conservée et est maintenant utilisée comme centre d'information.

## Fromage
La crémerie du village, souvent appelée la fromagerie, a été fondée par le duc de Devonshire dans les années 1870 ; elle était l'une des trois fromageries productrices de Stilton et produisait également son propre fromage Dovedale et d'autres tels que le Buxton Blue. L'usine a été fermée en 2009 après avoir été vendue par Dairy Crest à la Long Clawson Dairy Company, mais la fromagerie a été ouverte par deux anciens salariés en 2014.

## Personnalités nées à Hartington
- Marie Litton, actrice et directrice de théâtre anglaise, née en 1847
- James F. Redfern, sculpteur, né en 1838
- Steve Sutton, ancien du Nottingham Forest FC gardien de but, né  en 1961
- John Oliver, homme politique anglo-canadien et premier ministre de la Colombie-Britannique, né en 1856.